# Gonomyia (Leiponeura) elachistos
Gonomyia (Leiponeura) elachistos is een tweevleugelige uit de familie steltmuggen (Limoniidae). De soort komt voor in het Afrotropisch gebied.